# Narathura herculina
Narathura herculina är en fjärilsart som beskrevs av Otto Staudinger 1888. Narathura herculina ingår i släktet Narathura och familjen juvelvingar. Inga underarter finns listade i Catalogue of Life.